# Eulalia irritans
Eulalia irritans là một loài thực vật có hoa trong họ Hòa thảo. Loài này được (R.Br.) Kuntze mô tả khoa học đầu tiên năm 1891.